# Baza (kemija)
Baza, lug ali lužina je po Arrheniusovi definiciji kemijska spojina, ki ob raztapljanju v vodi bodisi odda hidroksidni ion, bodisi prejme vodikov ion. Baze in kisline zaradi njihovih vplivov obravnavamo kot nasprotna dejavnika: kisline povečujejo koncentracijo hidronijevih ionov v vodni raztopini, baze pa jo zmanjšujejo. Kot baza (starogrško  βάσις - "podlaga") veljajo v  kemiji v ozkem smislu spojine, ki v vodni raztopini lahko ustvarjajo hidroksid ione (OH−)  in s tem zvišujejo pH vrednost raztopine. Hidroksid ioni so kemične spojine, ki molekuli kisline lahko odvzamejo proton , s katerim tvorijo vodno molekulo. Baza kot nasprotje kisline jo tako nevtralizira.
Poleg tega obstajajo druge opredelitve pojma baz na osnovi različnih konceptov kislina-baza, ki s svojo veliko širšo paleto kemičnih reakcij presegajo reakcije hidroksidnih ionov v vodi. Še posebej pomembni so pojmi, po Lewisu (Lewis baza in Lewis kislina) in po Pearsonu, kjer je govora o trdih in mehkih kislinah in bazah (HSAB koncept).

## Zgodovinski razvoj pomena "baze"
Alkimija je poznala nekatere alkalije, kot so apno (CaCO3, CaO in Ca(OH)2), natron, soda, pepelika in amonijak. Do začetka 18. stoletja pa razlika med sodo in natronom ni bila ravno jasna. Izraz "alkalije" so redko rabili in vzročne povezave med snovmi se niso zavedali. Baze (alkalije) kot protiutež kislinam je v 17.stoletju v svoji Kemiatriji, medicinsko teoretičnem korpusu postuliral Otto Tachenius. 
Tja do 18. stoletju, je bil pojem alkalij tesno povezan z ognjem oziroma "ognjeno snovjo", tudi zaradi dobro znanih eksotermnih reakcij. Izraz "baza" so v 17. stoletju uvedli kemiki, kot so bili Georg Ernst Stahl, Robert Boyle in Guillaume François Rouelle, ker so "bazične" snovi nudile  nehlapljivo bazo (t. j. osnovo) za fiksiranje hlapnih kislin in ker so lahko odstranile (jedek) učinek kislin. Osnovne korake v njih kemiji je zdi se storil Antoine-Laurent de Lavoisier. Mislil je, da kisline vedno nastanejo iz nekovinskih oksidov in vode, baze pa iz kovinskih oksidov in vode. Sir Humphry Davy in Justus von Liebig sta v kislinah videla vodikove spojine, ki jih kovine pretvorijo v soli.
1887 je Svante Arrhenius baze opisal kot snovi, ki pri raztapljanju v vodi disociirajo in pri tem sproščajo hidroksidne ione, kisline pa kot spojine, ki disociirajo z oddajanjem protonov. Kisline in baze se med seboj nevtralizirajo. Teorija pa ni b ila popolna, saj spojine brez kisika niso bile vključene: amonijak kisline nevtralizira.
1923 je  Johannes Nicolaus Brønsted predstavil svoj model. V veliki meri je bil sprejet, in zlasti v analizni kemiji je zelo preizkušen in testiran. Njegova teorija je, da baze in kisline vplivajo druga na drugo prek reakcije prenosa protona. Pri tem baze odvzemajo kislinam proton. Model Gilberta Newtona Lewisa , prav tako objavljen leta 1923, je uporaben za obravnavo reakcijskih procesov v organski kemiji in v kompleksno kemijo in gre prek okvirov običajnih definicij. Zato raje govorimo o Lewisovi bazi in Lewisovi kislini. Veliko spojin, ki jim običajno razumemo kot kisline, po tem modelu niso kisline. Koncept trdih in mehkih kislin in baz (HSAB koncept), je leta 1963 razvil Ralph G. Pearson in z njim razširil pogled na reakcije v organski in kompleksni kemiji.

## Kaj so baze?
Baze so praviloma,  pogosto brez izrecne omembe testno povezane s prisotnostjo in določenimi lastnostmi vode. Čista voda je predmet t.i. auto-proteolize, v kateri nastajajo zelo majhne in enake koncentracije oksonijevih ionov (H3O+) in hidroksid ionov (OH−):
{\displaystyle \mathrm {H_{2}O+H_{2}O\ \rightleftharpoons \ H_{3}O^{+}+OH^{-}} }
V tej reakcijski enačbi za vodo se kaže značilnost baz, ki v vodi tvorijo OH−ione. Hkrati nastajajo v vodi ioni H3O+, kar je značilno za kisline. Voda pa ni ne baza, ne kislina, pravimo, da se vede nevtralno. To se nanaša na pH vrednost, koncentracijo H3O+ionov v vodi. Čista voda ima pH-vrednost 7, to je zelo majhno koncentracijo. Ta reakcija –  tako kot vse v tem razdelku opisane reakcije – je ravnotežna reakcija: nastanek ionov in njih ponovno spajanje v vodo se dogaja nenehno in z enako verjetnostjo
Številne spojine, ki jih imenujemo baze, vsebujejo hidroksidne ione (OH−) in v vodi disociirajo v kovinski in hidroksidni ion. Raztopina se pogosto imenuje alkalna raztopina ali lug. Tako trdna snov natrijev hidroksid (NaOH) tvori v vodi, tako imenovan natrijev lug , kalijev hidroksid (KOH) pa kalijev lug.
Spet druge spojine OH−ionov ne vsebujejo, tvorijo pa jih v reakciji z vodo. Reagirajo alkalno s tem, da molekuli H2O odvzamejo proton in za seboj pustijoi OH− ion. Tako na primer sol trinatrijev fosfat (Na3PO4), pa tudi natrijev karbonat (Na2CO3), v vodni raztopini tvorita hidroksidne ionov. Na enak način reagirajo tudi organske spojine, kot so soli karboksilnih kislin in amini kot derivati amonijaka. Vzrok za jedko delovanje vseh teh baz je v veliki meri posledica nastanka OH−ionov.

### Reakcije baz
| Splošno | {\displaystyle \mathrm {MOH\ \rightleftharpoons \ M^{+}+OH^{-}} }                                          | {\displaystyle \mathrm {B+H_{2}O\ \rightleftharpoons \ BH^{+}+OH^{-}} }                 |
| Primeri | {\displaystyle \mathrm {NaOH\ \rightleftharpoons \ Na^{+}+OH^{-}} }                                        | {\displaystyle \mathrm {NH_{3}+H_{2}O\ \rightleftharpoons \ NH_{4}^{+}+OH^{-}} }        |
| Primeri | {\displaystyle \mathrm {Ca(OH)_{2}\ \rightleftharpoons \ Ca^{2+}+2\ OH^{-}} }                              | {\displaystyle \mathrm {PO_{4}^{3-}+H_{2}O\ \rightleftharpoons \ HPO_{4}^{2-}+OH^{-}} } |
| Primeri | {\displaystyle \mathrm {H_{3}C{-}NH_{2}\ +\ H_{2}O\ \rightleftharpoons \ H_{3}C{-}NH_{3}^{+}\ +\ OH^{-}} } |                                                                                         |
| Primeri | {\displaystyle \mathrm {+\ H_{2}O\ \rightleftharpoons \ OH^{-}\ +} }                                       |                                                                                         |

Za šibke in srednje močne baze so pri ravnotežnih reakcijah v raztopini prisotne vseh reakcijske komponente vključenih v rešitev. Po dva reaktanta se razlikujeta le po prisotnosti ali odsotnosti protona (H+). Tvorita ustrezni par kislina-baza. Delci z ustreznim protonom se imenujejo protonski donorji; delci, ki protone lahko sprejemajo, pa protonski akceptorji. Celotna reakcija se imenuje protoliza. Moč baze se opisuje z ravnotežno točko( bazna konstanta).
| {\displaystyle \mathrm {\ {\color {Blue}B}+{\color {OliveGreen}H_{2}O}\ \rightleftharpoons \ {\color {Blue}BH^{+}}+{\color {OliveGreen}OH^{-}}} } {\displaystyle \mathrm {{\color {blue}H^{+}Akzeptor}+{\color {OliveGreen}H^{+}Donator}\ \rightleftharpoons \ {\color {blue}H^{+}Donator}+{\color {OliveGreen}H^{+}Akzeptor}} } |

Pri močnih in zelo močnih bazah so ravnotežne reakcije v celoti na strani ionov OH− , tako na primer pri reakciji alkalnih hidroksidov z vodo:
{\displaystyle \mathrm {NaOH\ \rightleftharpoons \ Na^{+}+OH^{-}} }
Kation Na+ pri tem ne igra nobene vloge. Baza je v tem primeru dejansko hidroksidni ion, voda pa protonski donor:
| {\displaystyle \mathrm {OH^{-}+H_{2}O\ \rightleftharpoons \ H_{2}O+OH^{-}} } {\displaystyle \mathrm {H^{+}Akzeptor+H^{+}Donator\ \rightleftharpoons \ H^{+}Donator+H^{+}Akzeptor} } |

Zaradi tega ravnotežja v vodni raztopini med močnimi in zelo močnimi bazami (kot je npr. natrijev etanolat) ni več mogoče razlikovati na osnovi njih alkalnosti. Govora je o  izravnalnem učinku vode. Da je mogoče razlikovati močne in zelo močne baze, je treba izmeriti ravnotežne konstante v ne-vodni raztopini in jih kot približek prenesti na vodo kot topilo. 
Voda igra v reakcijah kislina-baza pomembno vlogo. Poleg zgoraj opisane protolize je voda sposobna tudi na t.i. avto-protolize. Lahko odda proton in ustvari OH−, ali pa zajame proton, da nastane H3O+ . Reagira lahko kot kislina ali pa kot baza. Zato označujejo vodo kot amfolit. 
| {\displaystyle \mathrm {H_{2}O+H_{2}O\ \rightleftharpoons \ H_{3}O^{+}+OH^{-}} } {\displaystyle \mathrm {H^{+}akceptor+H^{+}Donator\ \rightleftharpoons \ H^{+}donator+H^{+}Akceptor} } |

### Vrste
Nekatere spojine so baze zaradi posebne kemijske lastnosti. Na osnovi različnih značilnostih je kemikalije mogoče razvrstiti v skupine. Baze je mogoče glede na njihov ionski naboj razvrstiti v nevtralne, anionske, ali aktivne baze . Amonijak (NH3) nima ionskega naboja in je tako nevtralna baza. Primer za anionsko bazo je lahko natrijev bikarbonat, ker je v njegovi raztopini prisoten CO3−. Tudi hidroksidni anion (OH−) sam lahko razumemo kot anionsko bazo. 
Drugi način klasifikacija je delitev na enovalentne ali dvovalentne baze. Natrijev hidroksid (NaOH) v raztopini za vsak atom Na tvori en OH− , je torej enovalenten, kalcijev hidroksid (Ca(OH)2) pa je dvovalenten, ker za vsak atom Ca nastaneta dva iona OH−.
Nekatere spojine - tvorci baz - vodijo do baze v dveh korakih. Primer za to so kovinski oksidi, ki pri raztapljanju v vodi tvorijo ustrezne hidrokside. Kalcijev oksid (CaO) na primer z vodo tvori bazo Ca(OH)2. Navadne kovine, kot so alkalijske kovine, se pred tem pod vplivom vode oksidirajo. V burni reakciji natrija poleg natrijevega hidroksida nastaja tudi vodik.
| Vrste            | Primer                                            | Reakcija |
| ---------------- | ------------------------------------------------- | --- |
| nevtralne baze   | amonijak (NH3)                                    | {\displaystyle \mathrm {NH_{3}+H_{2}O\ \rightleftharpoons \ NH_{4}^{+}+OH^{-}} }                                                      |
| anionske baze    | natrijev hidrogen karbonat (NaHCO3)               | {\displaystyle \mathrm {HCO_{3}^{-}+H_{2}O\ \rightleftharpoons \ H_{2}CO_{3}+OH^{-}} }                                                |
| kationske baze   | [Al3+(OH)−(H2O)5] v vodni raztopini               | {\displaystyle \mathrm {[Al(OH)(H_{2}O)_{5}]^{2+}+H_{2}O\ \rightleftharpoons \ [Al(H_{2}O)_{6}]^{3+}+OH^{-}} }                        |
| enovalentne baze | natrijev hidroksid (NaOH) kalijev hidroksid (KOH) | {\displaystyle \mathrm {NaOH\ \rightleftharpoons \ Na^{+}+OH^{-}} } {\displaystyle \mathrm {KOH\ \rightleftharpoons \ K^{+}+OH^{-}} } |
| dvovaletne baze  | kalcijev hidroksid Ca(OH)2                        | {\displaystyle \mathrm {Ca(OH)_{2}\ \rightleftharpoons \ Ca^{2+}+2\ OH^{-}} }                                                         |
| tvorci baz       | neplemenite kovine, kot so alkalne kovine         | {\displaystyle \mathrm {2\ Na+2\ H_{2}O\longrightarrow 2NaOH+H_{2}} }                                                                 |
| tvorci baz       | kalcijev oksid (CaO) barijev oksid (BaO)          | {\displaystyle \mathrm {CaO+H_{2}O\longrightarrow Ca(OH)_{2}} } {\displaystyle \mathrm {BaO+H_{2}O\longrightarrow Ba(OH)_{2}} }       |

## Lastnosti baz
- Številne baze so topne v vodi (npr. natrijev hidroksid, amonijak), vendar pa ne vse (npr. aluminijev hidroksid)
- Baze so jedke in na organske snovi delujejo uničujoče.
- Iz olj in maščob ustvarjajo milo in glicerin.
- Obstajajo močne in šibke baze.
- Baze se lahko redčijo z vodo, njih učinek z redčenjem postaja bistveno šibkejši.
- Bazične raztopine fenolftalein obarvajo rdeče, lakmusov papir rdeče barve pa pomodrijo.
- "Nasprotnik" baz (raztopina baze = lug), so kisline (glej sliko). Kisline lahko pri tem baze nevtralizirajo. Tudi kisline so jedke in načenjajo mnoge snovi, ki se na baze ne odzivajo.
- Oblačila, kožo in oči so pri stiku v nevarnosti. Pomembno je, vedno nositi očala, da ne pride do razjed.

## Nevtralizacija
Osnova nevtralizacije je dejstvo, mešanje kisline z bazo njene učinke ne pojačuje, temveč jih slabi. Z ustrezno količino kisline je bazo mogoče nevtralizirati. V reakciji reagirajo baze in kisline nastane voda.
Reakcija natrijevega hidroksida z vodo, pri čemer nastane natrijev lug:
Reakcija vodikovega klorida z vodo, pri čemer nastane solna kislina:
{\displaystyle }
Reakcije natrijevega luga s solno kislino (nevtralizacija):
{\displaystyle }
Natrijev lug + solna kislina reagira v raztopljen natrijev klorid in vodo.
Ključni proces je reakcija med hidroksidnim in oksonijevim ionom:
{\displaystyle }

## Ravnovesje kislina-baza
Moč baze, tako imenovana bazičnost, se navaja v obliki bazne konstante. Bazna konstanta (Kb) opisuje ravnotežno točko v reakciji para kislina-baza v vodni raztopini. Običajno se navaja pKb, to je negativna vrednost desetiškega logaritma Kb.
Za reakcijo:
{\displaystyle \mathrm {B+H_{2}O\ \rightleftharpoons \ OH^{-}+BH^{+}} }
je bazna konstanta Kb  definirana kot sledi:
{\displaystyle K_{\mathrm {b} }={\frac {c(\mathrm {B} \mathrm {H} ^{+})\cdot c(\mathrm {OH} ^{-})}{c(\mathrm {B} )}}}, s c(X) = koncentracija X
pKb je tako:
{\displaystyle \mathrm {p} K_{\mathrm {b} }=-\lg \left(K_{\mathrm {b} }\cdot \mathrm {\frac {l}{mol}} \right)}.

## Reakcije kislina-baza brez vode
Podobno kot pri reakcijah kislina-baza v vodnih raztopinah ob sodelovanju vode, obstajajo reakcije v drugih medijih. V brezvodnem etanolu prihaja do reakcije s vodikovim kloridom, v kateri etanol igra vlogo baze:
{\displaystyle }
V plinskem stanju reagirata amoniak in klorovodik, pri čemer nastaja sol amonijve klorid.
{\displaystyle \mathrm {NH_{3}+HCl\ \rightleftharpoons \ NH_{4}Cl} }
V reakcija kislina-baza lahko kot partner v reakciji poleg vode nastopajo tudi druga topila, ki so v zadostni meri polarna. Lep primer je avto-protoliza tekočega amonijaka: 
{\displaystyle \mathrm {NH_{3}+NH_{3}\ \rightleftharpoons \ NH_{4}^{+}+NH_{2}^{-}} }